# Droga wojewódzka 739
Die Droga wojewódzka 739 (DW 739) ist eine 19 Kilometer lange Droga wojewódzka (Woiwodschaftsstraße) in der polnischen Woiwodschaft Masowien, die Góra Kalwaria mit Osieck verbindet. Die Strecke liegt Powiat Piaseczyński und im Powiat Otwocki.

## Streckenverlauf
Woiwodschaft Masowien, Powiat Piaseczyński
-  Góra Kalwaria (DK 50, DK 79, DW 680, DW 724, DW 769)
- Czersk
- Ostrówik

Woiwodschaft Masowien, Powiat Otwocki
- Piwonin
-  Sobienie-Jeziory (DW 801)
- Sobienie Szlacheckie
- Sobienki
-  Osieck (DW 805, DW 862, DW 879)